# Amanita
Amanita é um gênero de fungos basidiomicetos da família Amanitaceae, compreendendo aproximadamente 600 espécies que apresentam um anel abaixo do píleo (o popular chapéu) e esporos brancos; algumas espécies são comestíveis, mas muitas são tóxicas ou até mortais, incluindo algumas das espécies mais tóxicas de cogumelos de todo mundo.
O micélio é a parte que fica enterrada e é o fungo em si mesmo, sendo constituído por hifas (finas estruturas que se assemelham a cabelos humanos). Já os cogumelos, sendo a parte reprodutora do fungo, situam-se ao lado de cima da terra. São organismos decompositores.O gênero Amanita é conhecido pelos seus cogumelos com lamelas ou camadas, esporos brancos e uma camada. No início do seu ciclo de desenvolvimento os fungos Amanita, apresentam-se na forma de pequenas esferas brancas, mas a pouco e pouco o cogumelo se desenvolve, saindo para fora da terra. Depois, a volva começa a rasgar-se permanecendo na base por vezes reduzida a pó. Os restos da volva acabam por ficar no chapéu em quase todas as espécies. Algumas destas características são muito frágeis e podem ser removidas pela chuva, vento ou mesmo pelos animais. Contudo isto só se torna um problema quando se procuram amanitas para a alimentação humana, pois só nesse caso é que se torna necessário que todas as características estejam no seu perfeito lugar para que se distingam as espécies comestíveis daquelas que podem causar envenenamento. Até ao final do desenvolvimento do cogumelo, isto é, até todas as cores aparecerem, passa-se um ano na maior parte das espécies de Amanitas. A época do ano em que os cogumelos se encontram maduros e aptos para a reprodução é o Outono.

## Ocorrência no Brasil
Este tipo de cogumelo é bastante conhecido na Europa, América do Norte e na Ásia incluindo Japão. No Brasil, foi constatado pela primeira em trabalhos do Padre Jesuíta Johannes Rick no Rio Grande do Sul. A espécie alucinógena Amanita muscaria foi relatada pela primeira vez no planalto riograndense pela micóloga Maria Homrich e publicado no periódico Sellowia em 1965. Nessa ocasião, a introdução desse cogumelo no Brasil foi atribuída a importação de sementes de Pinus de regiões onde ele é nativo. Os esporos do fungo teriam sido trazidos em mistura com as sementes importadas. Posteriormente, o cogumelo foi também encontrado no Rio Grande do Sul e, mais recentemente (1984) em São Paulo na região de Itararé, e (2013) em Mogi das Cruzes, em associação micorrízica com Pinus pseudostrobus.
Espécies nativas de Amanita são citadas para a Amazônia pelo holandês C. Bas em 1978, que na ocasião descreve sete espécies novas para a ciência (A. campinaranae Bas, A. coacta, A. craseoderma Bas, A. crebresulcata Bas, A. lanivolva Bas, A. lanivolva Bas e A. sulcatissima Bas) e um nome provisório (A. phaea Bas).
Também existem citações de Amanita no Paraná, Santa Catarina, São Paulo, Rondônia e Pernambuco. Neste último Estado, pelo menos três espécies são referidas, A. lilloi Singer ocorrendo em gramados e jardins (provavelmente exótico), A. crebresulcata em área de Mata Atlântica, e A. lippiae Wartchow & Tulloss recentemente descrita para áreas de campo rupestre no semi-árido Brasileiro.

## Espécies selecionadas
- Amanita albidannulata
- Amanita albidoides
- Amanita albocreata
- Amanita albosquamosa
- Amanita alboverrucosa
- Amanita albovolvata
- Amanita allostraminea
- Amanita ananicipitoides
- Amanita annulalbida
- Amanita armeniaca
- Amanita austrophalloides
- Amanita basibulbosa
- Amanita campinaranae
- Amanita caesarea
- Amanita chlorophylla
- Amanita cinerascens
- Amanita coacta
- Amanita conicogrisea
- Amanita conicoverrucosa
- Amanita craseoderma
- Amanita crebresulcata
- Amanita crematelloides
- Amanita egreginus
- Amanita elongatospora
- Amanita fuscobrunnea
- Amanita fuscosquamosa
- Amanita gracilenta
- Amanita lanivolva
- Amanita murinaster
- Amanita muscaria
- Amanita ochraceobulbosa
- Amanita ovoidea
- Amanita pallidobrunnea
- Amanita pallidochracea
- Amanita pallidofumosa
- Amanita pallidogrisea
- Amanita phaea
- Amanita pyramidiferina
- Amanita roseolamellata
- Amanita sordidobubalina
- Amanita sordidogrisea
- Amanita striatuloides
- Amanita strobilaceoides
- Amanita sulcatissima
- Amanita umbrinelloides
- Amanita valens
- Amanita virosa
- Amanita xerocybe

## Espécies comestíveis
Algumas espécies de Amanita são comestíveis - Amanita caesarea (Fr.) Mlady, Amanita ovoidea (Bull.:Fr.) Quil., Amanita valens Gilbert., Amanita giberti Beaus. entre outras.

## Envenenamento por ingestão
Este género é o responsável por 95% das fatalidades resultantes de envenenamento por cogumelos, sendo a toxina mais potente presente nestes cogumelos a alfa-amanitina. O conhecimento e o estudo constituem a melhor forma de evitar um envenenamento por um amanita, e é por isso necessário conhecer bem o cogumelo e os seus constituintes.
Apesar disso, neste género existem também muitas espécies que formam cogumelos comestíveis, assim como outras usadas como corante. Cogumelos deste género também são usados como alucinógenos, apesar do risco de intoxicação e morte.

### Amatoxinas e falotoxinas
De 90 a 95% das mortes ocorridas na Europa como resultado de micetismo (envenenamento por cogumelos) foram atribuídas a uma única espécie de Amanita, o Amanita phalloides, espécie conhecida popularmente como "taça da morte", "taça verde da morte" ou ainda por "cicuta verde".
Esta espécie possui um píleo, ou "chapéu", de coloração verde oliva, com cerca de 12 cm de diâmetro e 10 a 15 cm de altura no estipe. O A. phalloides apresenta-se por vezes isento de cor e com volva pouco definida, podendo então ser facilmente confundido com Amanita mappa (Batsch) Pers. ou mesmo com Agaricus campestris, L. selvagens, que são espécies comestíveis e que não apresentam toxicidade. As espécies venenosas de Amanita contêm compostos ciclopeptídicos conhecidos como amatoxinas e falotoxinas, altamente tóxicos e mortais, para os quais não existem antídotos eficientes.
A maioria dos fungos Amanita não possui qualquer sabor especial que os identifique e suas toxinas têm um período latente para manifestação de sintomas bastante longo, permitindo sua completa absorção pelo organismo antes de que qualquer medida de tratamento ou desintoxicação tenha sido adotada. As toxinas atuam, predominantemente, no fígado e a morte, no caso dos amanitas contendo compostos letais, ocorre por coma hepático, sem que haja terapêutica específica.
Além de A. phalloides, Amanita virosa e Amanita pantherina (DC.) Secr., que são tóxicos, Amanita verna (Bull.) Pers. é o grande responsável pelas mortes por intoxicação que ocorrem nos Estados Unidos.

### Ácido ibotênico
Cogumelos frescos contêm o ácido ibotênico, que tem efeito sobre o sistema nervoso, sendo os cogumelos secos muito mais potentes. Isso ocorre porque o ácido ibotênico, com a secagem, é degradado em muscimol, após descarboxilação, sendo 5 a 10 vezes mais psicoativo. Cogumelos secos são capazes de manter sua potência por 15 a 25 anos. Poucas mortes foram, até hoje, relacionadas com esse tipo de envenenamento e 10 ou mais cogumelos podem constituir-se em uma dose fatal.
Na maioria dos casos o melhor tratamento é o não-tratamento, pois a recuperação é espontânea e completada em 24 horas. Dizem os relatos que pessoas sob os efeitos dos princípios ativos do cogumelo escarlate mosqueado, Amanita muscaria tornam-se hiperativas, fazendo movimentos compulsivos e descoordenados, falando sem parar e com a percepção de realidade totalmente alterada. Ocasionalmente, a experiência pode tornar-se altamente depressiva. A. muscaria parece conter uma ou mais substâncias que afetam especialmente o sistema nervoso central.
A. muscaria apresenta a vantagem de que seu princípio ativo é excretado intacto pela urina, podendo ser reciclado e utilizado outra vez por homens e mulheres em banquetes orgíacos. Nunca foram relatadas mortes pelo uso do A. muscaria. Usualmente, de uma a três horas depois de sua ingestão, há um período de delírio e alucinações, por vezes acompanhado de certas perturbações gastrointestinais. Após algumas horas desse estado de excitação psíquica, advém um intenso estupor e o indivíduo acorda sem se lembrar de coisa alguma do que se passou.
Essa variação da opinião de tantos autores deve-se, provavelmente, a que as substâncias intoxicantes, que situam-se principalmente na camada superficial do píleo, variam consideravelmente em suas quantidades de acordo com a região e as condições nas quais os cogumelos se desenvolvem.